# Kocher

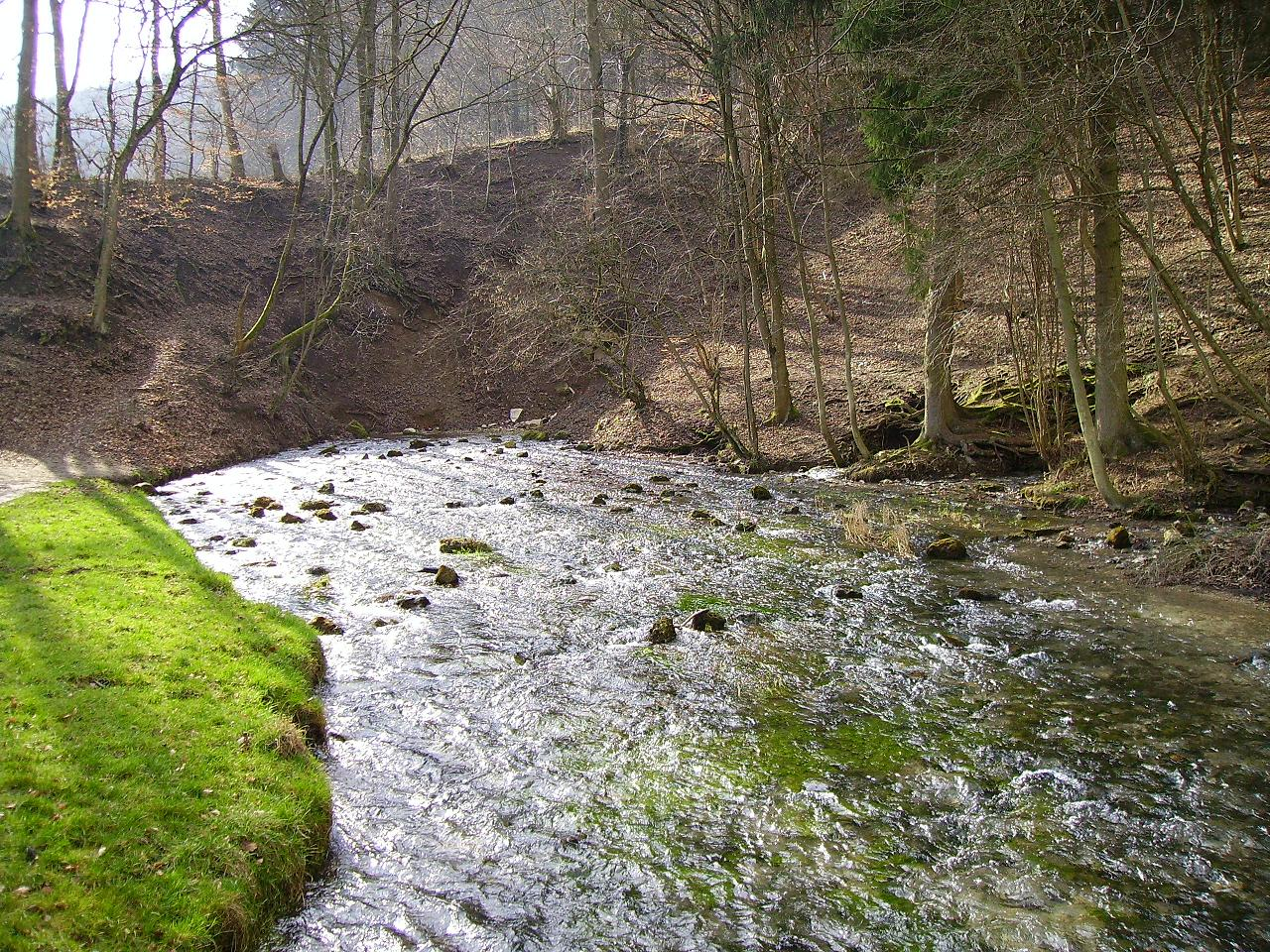
Bron Schwarze Kocher

De Kocher is een 168 km lange, rechtse zijrivier van de Neckar in de Duitse deelstaat Baden-Württemberg. Het stroomgebied is 1960 km² groot, maar door karstwerking neemt zij ondergronds ook water op uit het stroomgebied van naburige rivieren als de Jagst. Het debiet wisselt sterk, maar heeft nabij de monding een langjarig gemiddelde van 26,2 m³/s.

## Bron
De Kocher ontstaat aan de voet van de Schwäbische Alb uit meerdere karstbronnen, waarvan de twee belangrijkste zijn :
- de Schwarze Kocher, 1 km ten zuiden van Oberkochen met een debiet dat wisselt tussen de 50 en de 4000 liter/s., op een hoogte van 510 m.
- de Weisse Kocher, oostelijk van Unterkochen

die nog in Unterkochen samen de Kocher vormen.

## Loop

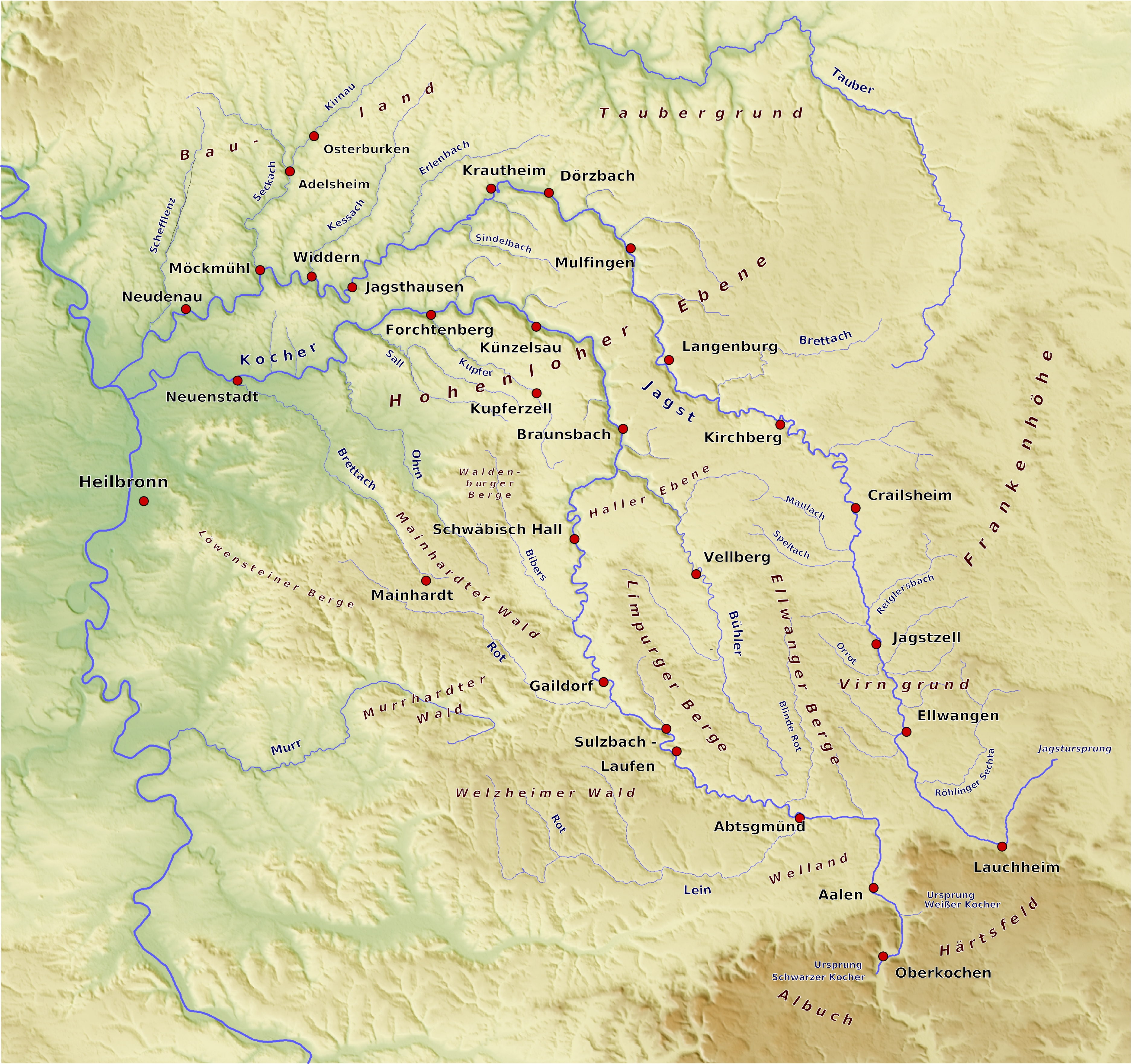
Stroomgebied Kocher (links) en Jagst (rechts). Geheel links de Neckar.
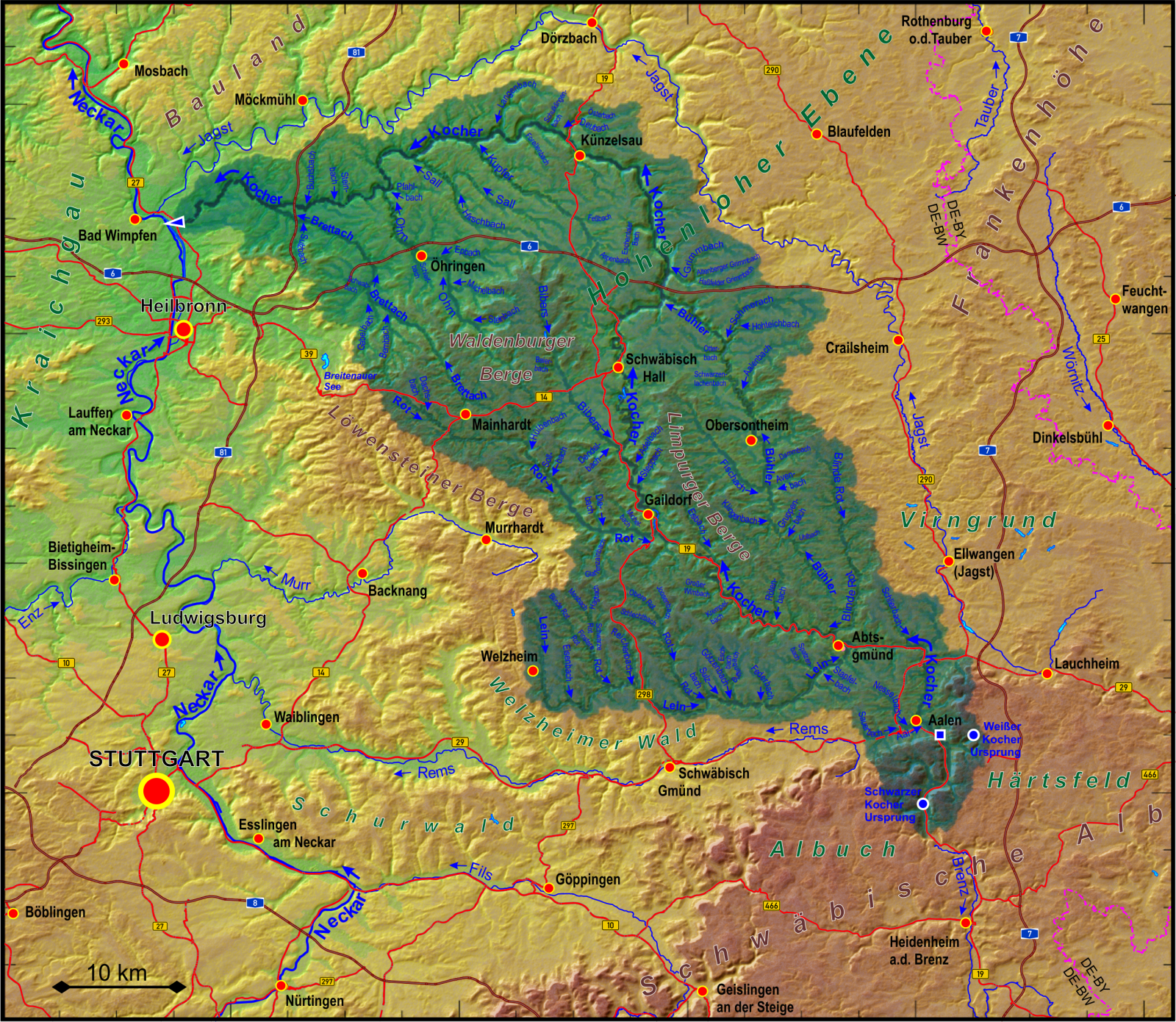
Kaart stroomgebied, met voornaamste zijrivieren
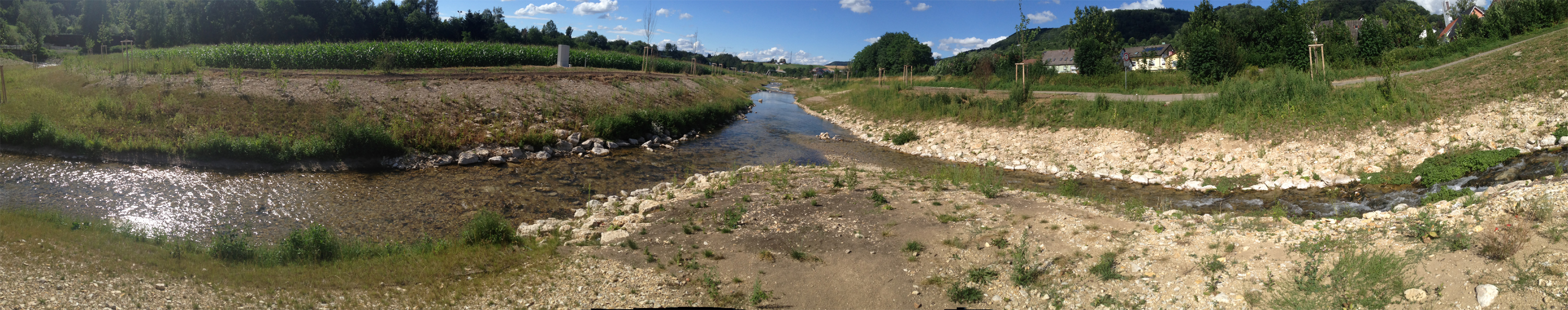
Samenvloeiing Zwarte Kocher (links) en Witte Kocher (rechts)
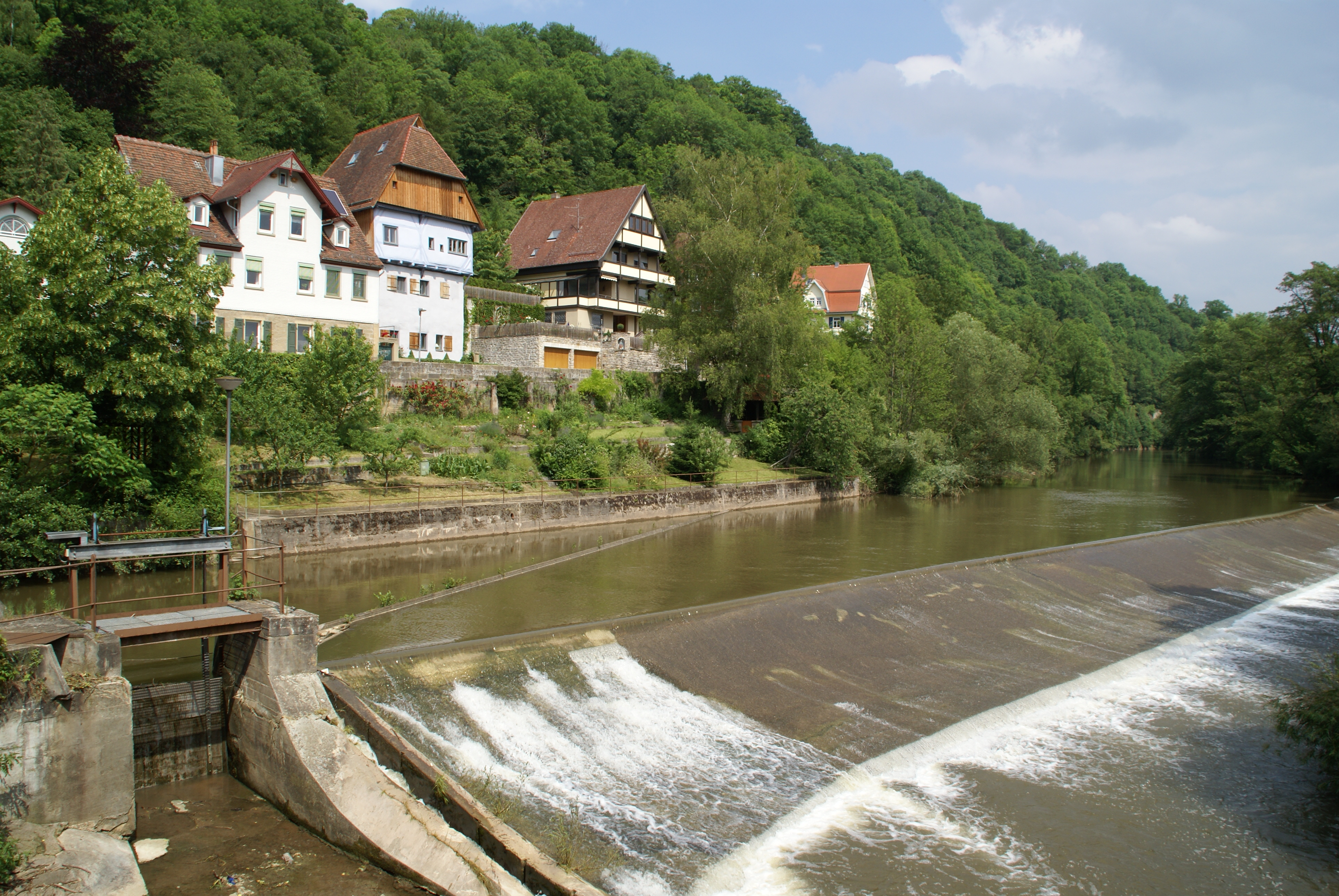
Kocherstuw bij Schwäbisch Hall
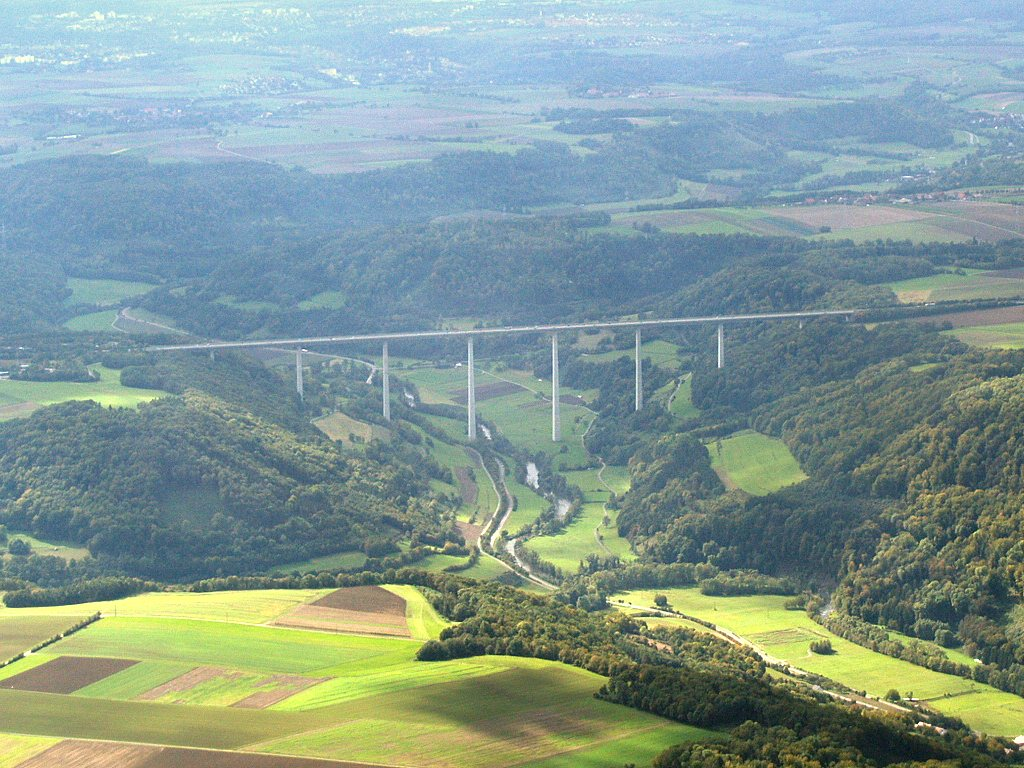
Brug in de Autobahn A6 over de Kocher

Tussen Unterkochen en Aalen verlaat de rivier de Schwäbische Alb en stroomt naar het noorden door het Welland naar Hüttlingen. Dan wijkt ze plots naar het westen naar Abtsgmünd. Vanaf hier is het dal meanderend. Voorbij Untergröningen, gemeente Abtsgmünd gaat het weer meer noordelijk naar Sulzbach-Laufen, Gaildorf en bij Westheim, gemeente Rosengarten verlaat zij het Keuperbergland. Zij meandert in schelpkalk en bereikt Schwäbisch Hall. Vanaf Künzelsau buigt zij geleidelijk naar het westen af. Na Neuenstadt am Kocher bereikt zij uiteindelijk de Neckar in Bad Friedrichshall op een hoogte van 148 m.

## Toerisme, bezienswaardigheden
Op de -voor de vrachtscheepvaart niet bruikbare- rivier wordt veel aan kanovaren gedaan, zoveel, dat sedert plm. 2019 een vaarreglement is ingesteld. Dit staat te lezen op de Duitstalige Wikipedia-pagina over de Kocher.
Vooral de bovenloop van de rivier en de oeverlandschappen erlangs zijn ecologisch zeer waardevol en grotendeels natuurreservaat. Zo zijn de ijsvogel en talrijke soorten orchideeën er waargenomen.
Langs de rivier liggen talrijke bezienswaardige stadjes, kastelen en kasteelruïnes.
- Gemeinsame Normdatei: 4031448-0
- Virtual International Authority File: 1313145424739286830200